# Vratko Nemanjić
Vratko Nemanjić (en serbio: Вратко Немањић; fl. 1325-1355) fue un señor de la guerra y personaje épico medieval serbio del siglo xiv conocido como Jug Bogdan (en serbio: Југ Богдан) en la poesía épica serbia.
Nació a principios del siglo xiv como hijo de Vratislav de la dinastía Nemanjić, el hijo de Dmitar, y nieto del príncipe Vukan (1202-1204). Fue un comandante del emperador serbio Esteban Dušan, y fue enviado con el greco-serbio Jovan Oliver para negociar con el emperador bizantino Juan VI Cantacuceno antes de la guerra civil bizantina de 1341-1347 en la cual el Imperio serbio lucharía en ambos lados. Vratko y Oliver condujeron el ejército serbio para atacar Serres por orden de Juan VI Cantacuceno.
Fue el padre de Milica que era la esposa de Lazar Hrebeljanović, el gobernante de la Serbia del Morava.

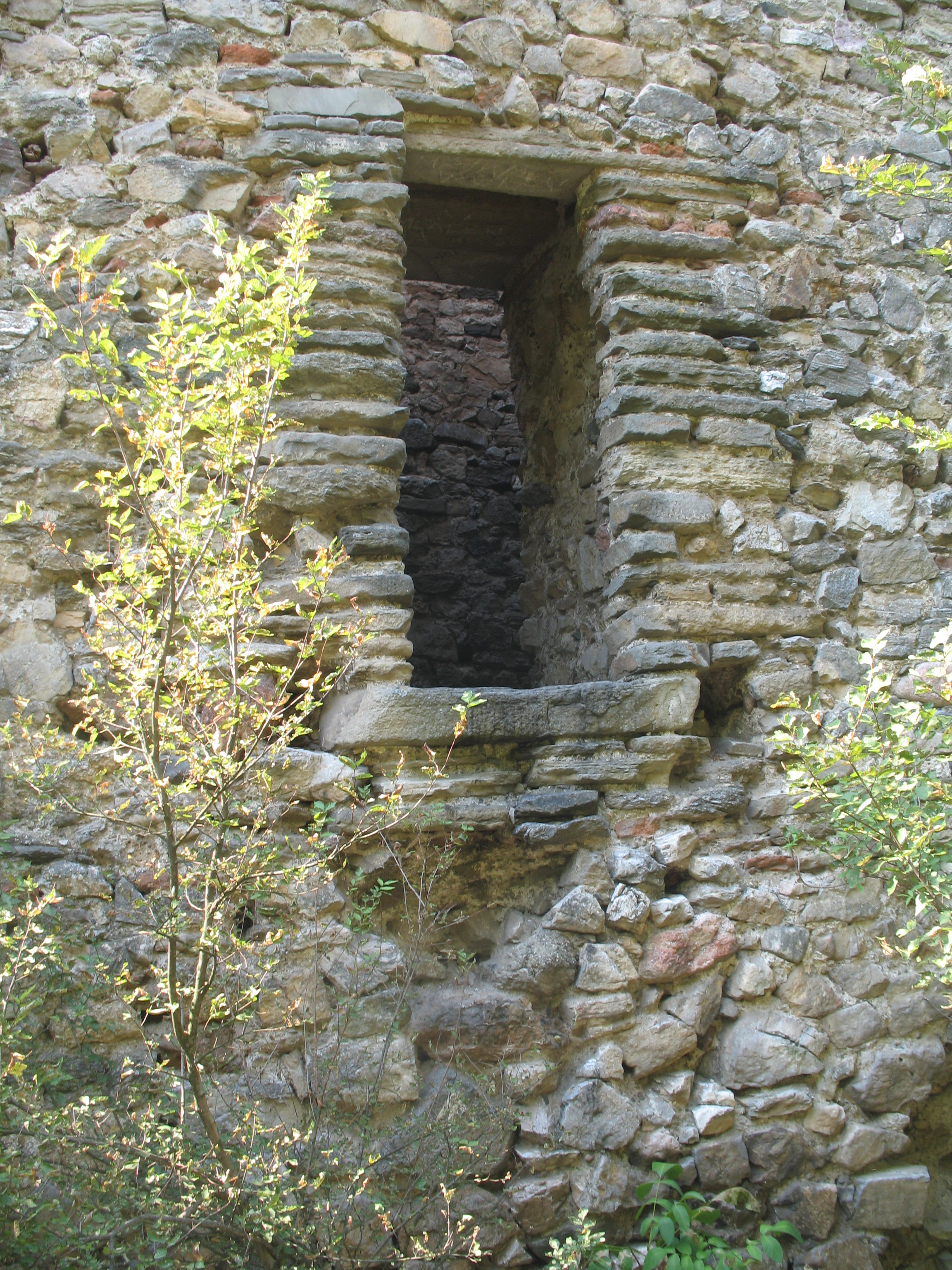
Torre de Jug Bogdan, Prokuplje.

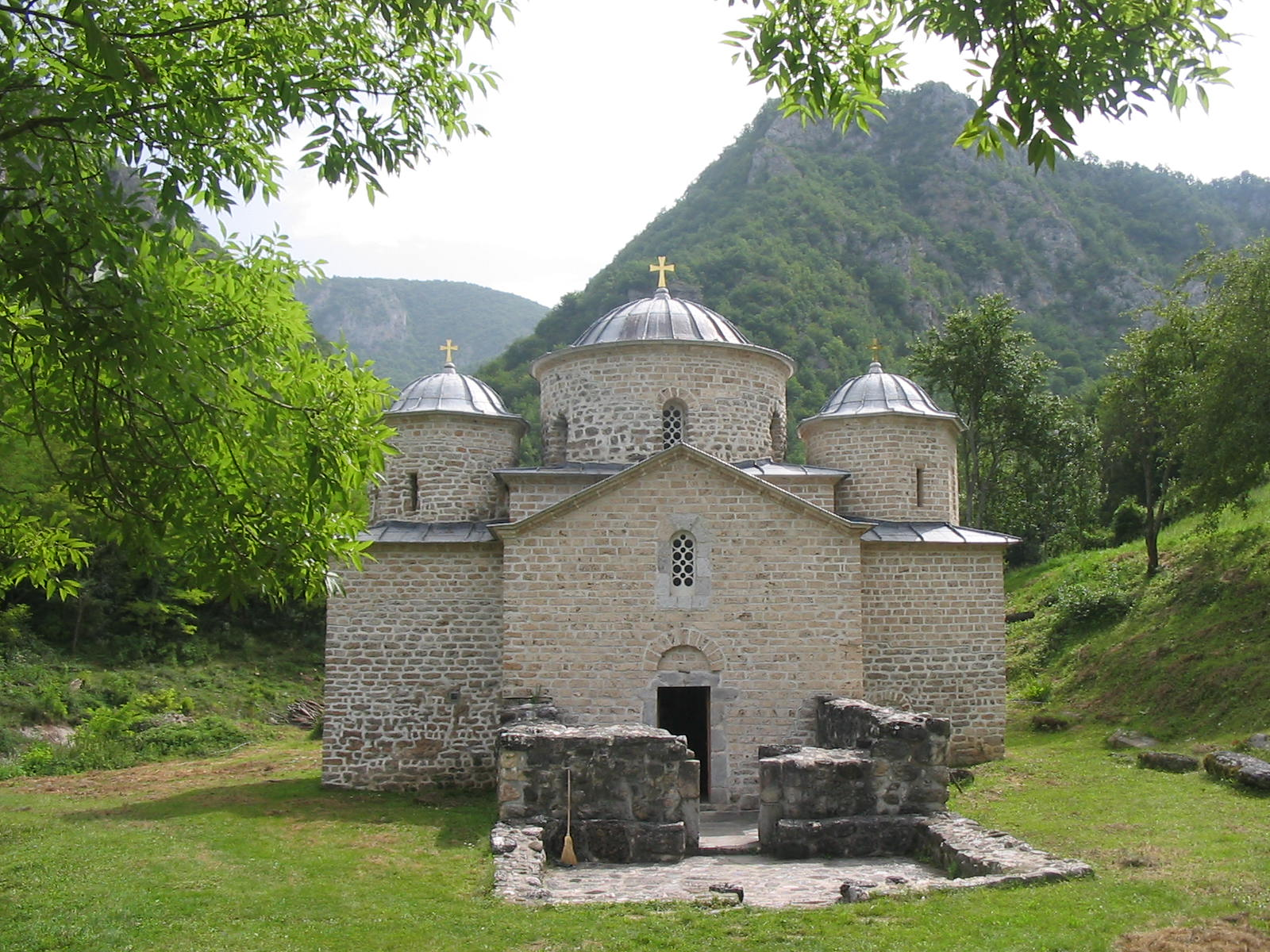
Monasterio de Davidovica, lugar de entierro de Jug Bogdan.

La Iglesia de Jug Bogdan en Prokuplje, conocido entre los locales como «la Iglesia latina» después que los venecianos vivieran brevemente en la ciudad, fue construido por Jug Bogdan en el siglo xiv en una colina en la ubicación anterior de una iglesia del siglo v, que a su vez estaba en el lugar de un templo del siglo ii dedicado a Hércules. Piezas y frescos han sido encontrados de las dos iglesias anteriores.

## En la poesía épica serbia
En los poemas épicos serbios, Jug Bogdan es el padre de los Jugovići (los nueve hermanos Jugović). Una de sus hijas Andjelija está casada con Banović Strahinja, pero fue secuestrada por el vasallo otomano Vlah Alija. Strahinja pide a Jug Bogdan que él y sus cuñados (los Jugovići) fueran a rescatarla, pero Bogdan se niega, ya que Andjelija se había acostado con el turco, y trajo una gran vergüenza para la familia.

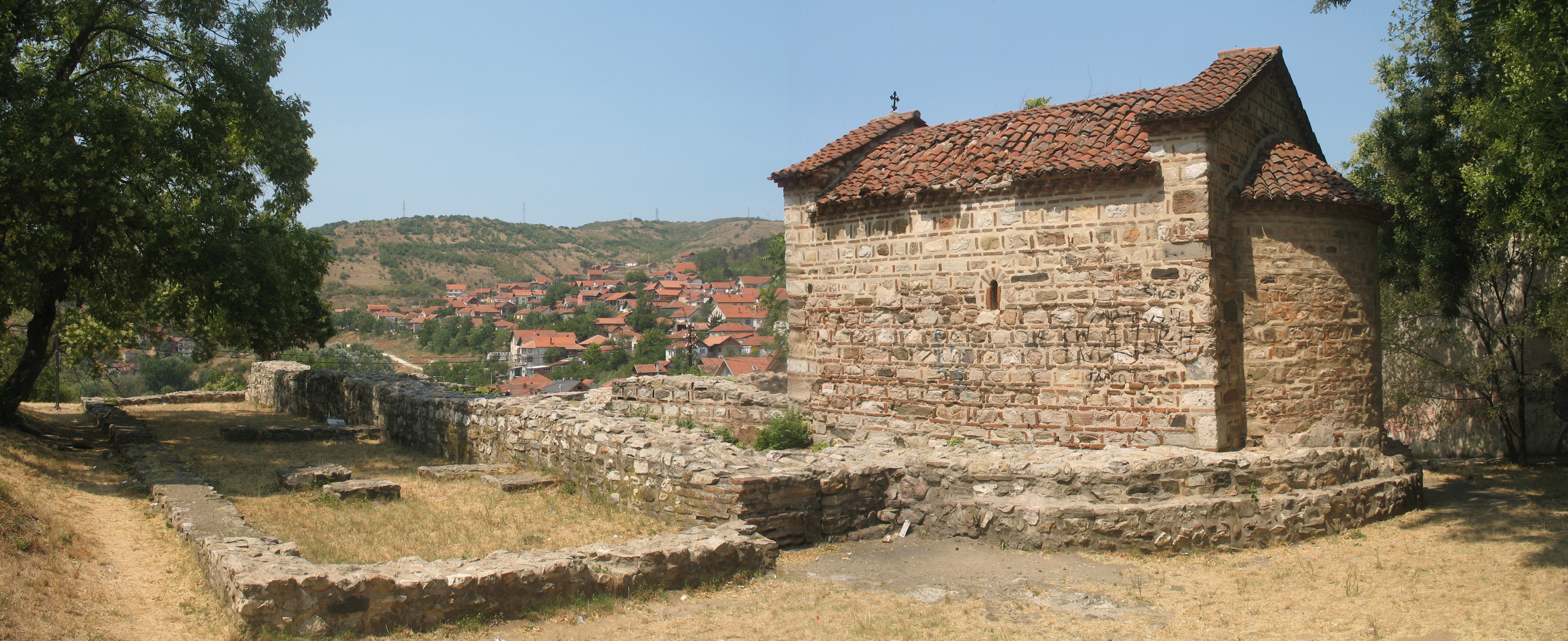
Iglesia de Jug Bogdan.

Murió junto con sus nueve hijos por los ocho bajá del Imperio otomano durante la batalla de Kosovo.